# جین هیوک
جین هیوک (کره‌ای: 진혁) کارگردان تلویزیونی اهل کره جنوبی است. او کارگردان میراث درخشان (۲۰۰۹)، شکارچی شهر (۲۰۱۱)، خورشید ارباب (۲۰۱۳)، دکتر غریبه (۲۰۱۴) و افسانه دریای آبی (۲۰۱۶) بوده‌است.

## فیلم‌شناسی

### به عنوان دستیار کارگردان
- جنوب خورشید (اس‌بی‌اس، ۲۰۰۳)
- شرایط ملکه (اس‌بی‌اس، ۲۰۰۵)
- زندگی مجرد  (اس‌بی‌اس، ۲۰۰۶)
- بلو فیش (اس‌بی‌اس، ۲۰۰۷)
- کارل رو بگیر! اوه سوجونگ (اس‌بی‌اس، ۲۰۰۷)
- بی‌چون‌مو (اس‌بی‌اس، ۲۰۰۸)

### به عنوان کارگردان دوم
- آن ایر (اس‌بی‌اس، ۲۰۰۸)
- نقاش باد (اس‌بی‌اس، ۲۰۰۸)

### به عنوان کارگردان
- میراث درخشان (اس‌بی‌اس، ۲۰۰۹)[۲]
- پرنسس دادستان (اس‌بی‌اس، ۲۰۱۰)[۳]
- شکارچی شهر (اس‌بی‌اس، ۲۰۱۱)[۴]
- خورشید ارباب (اس‌بی‌اس، ۲۰۱۳)[۵]
- دکتر غریبه (اس‌بی‌اس، ۲۰۱۴)[۶]
- اف‌اچ‌ام ۲ (۲۰۱۵)[۷]
- افسانه دریای آبی (اس‌بی‌اس، ۲۰۱۶)
- افسانه: سیزیف (جی‌تی‌بی‌سی، ۲۰۲۱)[۸]